# Archamoebae
Archamoebea o Archamoebae es un grupo de Amoebozoa que se caracteriza por la ausencia de mitocondrias, supuestamente perdidas al adaptarse a medios con escasez o ausencia de oxígeno. Algunos géneros como Entamoeba y Endolimax son parásitos o comensales internos de animales y humanos, causando enfermedades como la amebiasis. El resto de arqueamebas viven en hábitats de agua dulce y son inusuales entre las amebas por los flagelos que poseen. La mayoría tienen un solo núcleo y un flagelo, pero la ameba gigante Pelomyxa es multinucleada y presenta numerosos flagelos. 

## Características
El término Archamoebea, del griego αρχη (primero), hace referencia a la supuesta antigüedad del grupo, pues se creía que la ausencia de mitocontrias era una característica primitiva. Ahora se supone que esta pérdida es una característica derivada por la adaptación de estas especies a medios con escasez o ausencia de oxígeno. Así por ejemplo, Pelomyxa vive en sedimentos anaeróbicos o microaeróbicos del fondo de estanques de agua dulce estancadas o corrientes de lento movimiento, mientras que Entamoeba y Endolimax son comensales o parásitos internos de animales y humanos. Archamoebae contiene formas ameboides o ameboflageladas con movimiento ameboide por formación de lobopodios. Ancestralmente se caracterizaban por un único flagelo anterior, cono microtubular y raíz flagelar. Secundariamente, algunas formas son multiflageladas o carecen de flagelos.

## Clasificación
Una reciente clasificación distingue 4 familias, 9 géneros y 248 especies. Las familias son las siguientes:
- Mastigamoebidae. Son arqueamebas libres o endobióticas, con forma aplanada y movimiento ameboide lento, normalmente con múltiples seudópodos. Las células son uninucleadas o multinucleadas y carecen de flagelos o bien presentan un único flagelo anterior asociado con el cono microtúbular.

- Entamoebidae. Comprende únicamente el género Entamoeba, que causa la disentería amébica en humanos. Son endosimbióticos y carecen de flagelos. El movimiento es generalmente monopodial y relativamente rápido.

- Rhizomastigidae. Son ameboflagelados que viven como simbiontes intestinales de insectos y anfibios, con un único flagelo y movimiento lento. El cono microtubular se ha modificado en un rizostilo.[4]

- Pelomyxidae. Ameboflagelados de vida libre, uninucleados o multinucleados, pero que no utilizan los flagelos para el movimiento. Este es relativamente lento y se realiza con un seudópodo monopodial.

### Filogenia
Las relaciones filogenéticas serían las siguientes:
| Mastigamoebina | \| \| Mastigamoebidae \| \| \| \| \| \| Rhizomastixidae \| \| \| \| |
|                | \| \| Mastigamoebidae \| \| \| \| \| \| Rhizomastixidae \| \| \| \| |
| Pelomyxina     | Pelomyxidae                                                         |
|                | Pelomyxidae                                                         |
|                | Mastigamoebidae                                                     |
|                |                                                                     |
|                | Rhizomastixidae                                                     |
|                |                                                                     |

|  | Mastigamoebidae |
|  |                 |
|  | Rhizomastixidae |
|  |                 |

| Mastigamoebina | \| \| Mastigamoebidae \| \| \| \| \| \| Rhizomastixidae \| \| \| \| |
|                | \| \| Mastigamoebidae \| \| \| \| \| \| Rhizomastixidae \| \| \| \| |
| Pelomyxina     | Pelomyxidae                                                         |
|                | Pelomyxidae                                                         |
|                | Mastigamoebidae                                                     |
|                |                                                                     |
|                | Rhizomastixidae                                                     |
|                |                                                                     |

|  | Mastigamoebidae |
|  |                 |
|  | Rhizomastixidae |
|  |                 |

## Relaciones con otros grupos
Los primeros árboles moleculares basados en ARN situaron los géneros parásitos o comensales (Entamoebida) y los géneros flagelados (Pelobionta) en grupos separados que divergieron de otros Eukarya muy tempranamente, sugiriendo que la ausencia de mitocondrias era una característica primitiva. La ausencia de aparato de Golgi en Pelomyxa también es considerada primitiva, lo que la separaría de Entamoeba, que sí lo tiene. Sin embargo, estudios basados en otros genes han demostrado que esta colocación es un artefacto de análisis filogenéticos (que se denomina atracción de ramas largas). 
Actualmente se considera que Archamoebae es un grupo de Amoebozoa estrechamente emparentado con Mycetozoa, cuyos miembros han perdido las mitocondrias. También parece que Pelobionta y Entamoebida no son grupos separados, sino que se han desarrollado a partir de un antepasado común de vida libre.

## Galería

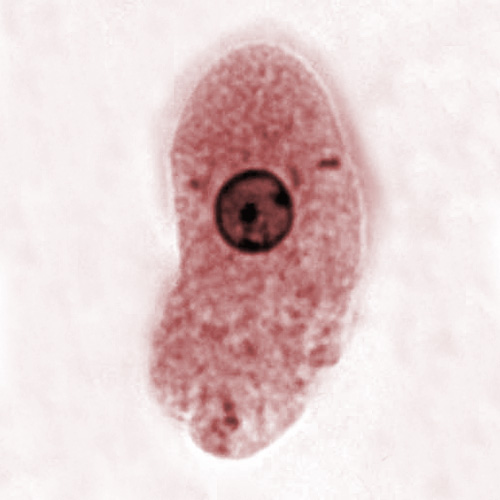
Entamoeba histolytica
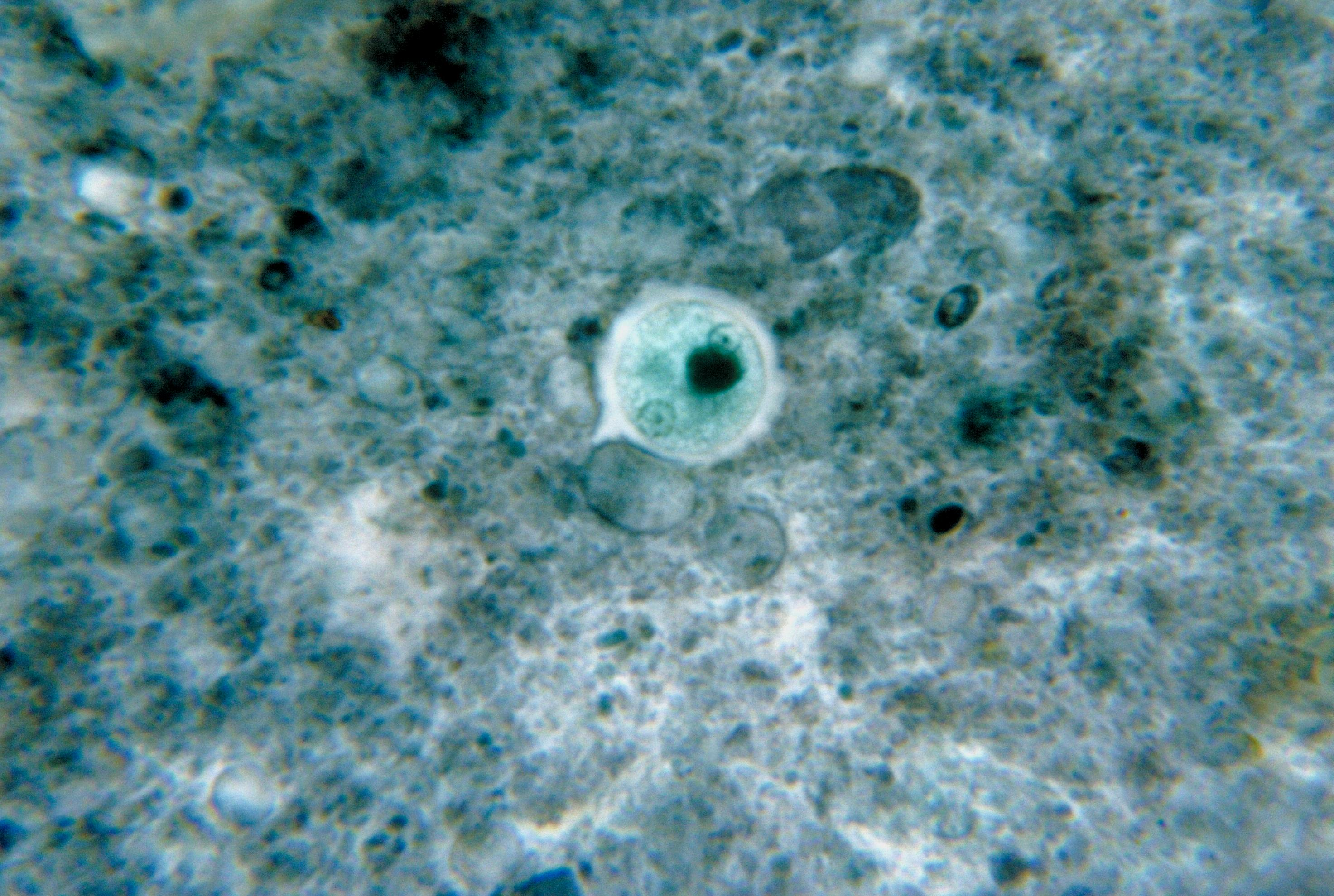
Quiste de Entamoeba histolytica
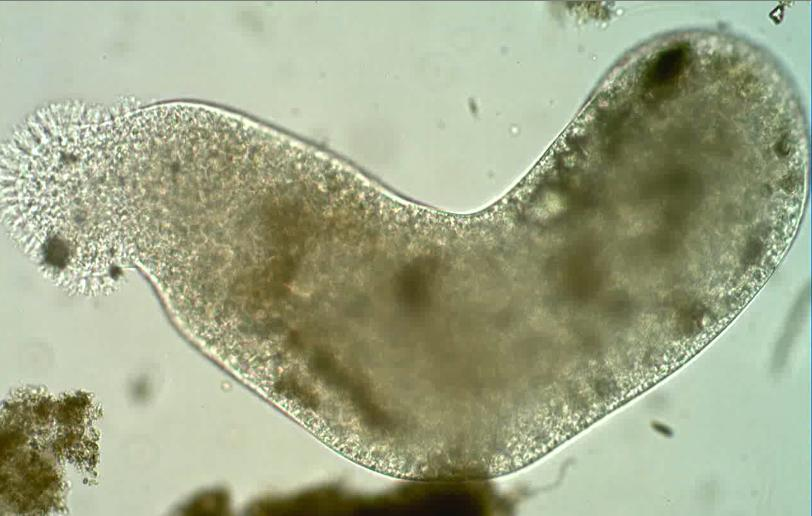
Pelomyxa palustris